# Biserka Gall
Pour les articles homonymes, voir Gall.
Biserka Gall est une artiste peintre, pastelliste, graveur aquafortiste et lithographe croate née le 23 juillet 1942 à Zagreb (ville alors yougoslave). Active à Pantin, elle meurt en septembre 2002.

## Biographie
Biserka Gall est élève de l'Académie des beaux-arts de l'Université de Zagreb.
Elle participe aux salons parisiens à partir de 1965 et se fixe au 25, rue Auger à Pantin.
Dans sa présentation de l'artiste et de son œuvre, Suzanne de Coninck restitue en 1978 : « après un long travail de pénétration de la technique graphique, constructive, lyrique, du dynamisme de la couleur, Biserka Gall renonce à la toile traditionnelle pour appréhender un nouvel appareillage. Une composition de constructions multiples où peinture et architecture, parfaitement unies dans une vision immédiate, offrent le spectacle de scènes animées en réductions, aux aspects les plus variés, les plus inattendus, pleins d'imprévus, de fantaisie intelligente richement colorée où l'or, du fond ou en surface, à peine perceptible, a une place de choix subtile, soulignée d'humour. Ce ne sont ni des sculptures ni des peintures en relief, mais des retables, des triptyques, des polyptyques. »

## Contributions bibliophiliques
- Dora Vallier, Dix eaux-fortes originales de Biserka Gall, trente exemplaires sur papier nacré Japon, chacune des gravures est numérotée et signée, cuivre original fixé sur le plat de l'étui-boîte, édité par la Galerie Lia Grambihler, Paris, 1971.
- Charles Baudelaire, Élévation, poème extrait des Fleurs du mal, le troisième de Spleen et idéal, ouvrant sur un poème de Georges Fall, cinq compositions en couleurs de Biserka Gall, quatre-vingt dix exemplaires numérotés, éditions BKS, Paris, 1980.

## Expositions

### Expositions personnelles
- Galerie du Manoir, La Chaux-de-Fonds, janvier-février 1978[1].
- Galerie Spektar, Novi Zagreb, septembre 1978.
- Studio Galerije Forum, Zagreb, octobre-novembre 1992.
- Galerija Klovićevi dvori, Zagreb, octobre-novembre 1999.
- Galerie d'art d'Orly Sud, juin-juillet 2001.

### Expositions collectives
- Salon de mai, Paris, 1965[2].
- Biennale internationale de gravure, Séoul, 1972[2].
- Bibliothèque nationale de France, Paris, 1973[2].
- Salon de Banja Luka, 1973[2].
- Salon des réalités nouvelles, Paris, 1974[2].
- Bibliothèque nationale, Lausanne, 1974[2].
- Musée d'art moderne de la ville de Paris, 1975[2].
- Biennale internationale de gravure, Givet, 1975[2].
- Biserka Gall et Kemal[3]  - Peintures et gravures, Galeria Lucas, Gandia, 1977.
- Biserka Gall et Kemal, Galerija Meblo, Nova Gorica, novembre-décembre 1982.
- Biserka Gall et Kemal, Galerie du Musée d'art contemporain de Chamalières, mars-avril 1986.

## Réception critique
- « Biserka Gall a pleinement conscience des efforts réitérés qu'exige la plaque à graver. Pour elle aussi, il s'agit de surmonter toutes les difficultés, coûte que coûte, afin que la gravure, loin d'être asservie à la peinture, mette en valeur l'infinie richesse du noir et blanc. Ciselure et gravure, dans son cas deviennent synonymes. » - Dora Vallier[4]
- « Elle mêle dans ses peintures et gravures, aux tons sourds, l'influence constructiviste avec une figuration lyrique. Les formes - cube, rectangle, parallélogramme -, les plans en projection, planent au cœur de l'espace entre ciel et terre. Architectures magiques, villes interstellaires semblent aspirer vers l'infini. » - Bénézit[2]

## Collections publiques
- Département des estampes et de la photographie de la Bibliothèque nationale de France, Paris.
- Fonds national d'art contemporain, Le vol, huile sur toile 150x140cm (en dépôt à la Préfecture de l'Essonne, Évry)[5].